# Cousinia decolorans
Cousinia decolorans là một loài thực vật có hoa trong họ Cúc. Loài này được Freyn & Sint. mô tả khoa học đầu tiên năm 1892.